# مردم‌بوم‌شناسی
مردم‌بوم‌شناسی (به انگلیسی: Ethnoecology) مطالعه علمی چگونگی درک گروه‌های مختلف مردمی است که در مکان‌های مختلف زندگی می‌کنند، اکوسیستم‌های پیرامون خود و روابط آن‌ها با محیط‌های پیرامون را درک می‌کنند.
این به دنبال درک معتبر و قابل اعتمادی از نحوه تعامل ما به عنوان انسان با محیط زیست و چگونگی تداوم این روابط پیچیده در طول زمان است.

## جستارهای بیشتر
- بوم‌شناسی کشاورزی
- نژادپرستی زیست‌محیطی
- مردم‌زیست‌شناسی
- بوم‌شناسی انسانی
- بوم‌شناسی سیاسی